# クルシフィックス
クルシフィックス （Crucifix、1837年 - 1857年）は、イギリスの競走馬・繁殖牝馬。12戦不敗の成績を残し、1840年にはクラシック競走を3勝、変則ながら史上初の三冠を達成した（ただし、通常イギリスでこの馬を三冠馬とすることはない）。馬名は「十字架」あるいは「十字架像」の意。

## 生涯
2歳時から快速ぶりを発揮し、現在も残るジュライステークス等の競走を制している。クラシック戦線は2000ギニー、1000ギニーを史上初めて連覇すると、距離が伸びたオークスも快勝した。この後はそのまま引退。当時としてもかなり早い引退である。なおウェストオーストラリアンが史上初のクラシック三冠を達成したのが1853年であり、クルシフィックスの13年後のことであった。
引退後は繁殖牝馬となった。繁殖成績は同世代のポカホンタスにこそ及ばないものの、タッチストンとの間に残したサープライスはダービーステークスとセントレジャーステークスを制し、母子2代合わせてのクラシック全制覇を達成している。他にカウル（父ベイミドルトン）等。牝駒ロザリーは牝系子孫を伸ばし、ファミリーナンバー2号族i分枝（クルシフィックス系）の祖となった。
クルシフィックス自身は1857年に死亡。馬屋の近くに埋められた。側にはカウルの父ベイミドルトンも一緒に埋葬されている。

## 主な勝ち鞍
- 2歳 - チェスターフィールドステークス、モルクムステークス、ジュライステークス、クリテリオンステークス
- 3歳 - オークス、2000ギニー、1000ギニー

## 血統表
| クルシフィックスの血統（オーヴィル系 / Whiskey 5x3=15.63%、Highflyer5×5.5=9.38%、King Fergus5×5=6.25%、Herod5×5、Eclipse5×5） | クルシフィックスの血統（オーヴィル系 / Whiskey 5x3=15.63%、Highflyer5×5.5=9.38%、King Fergus5×5=6.25%、Herod5×5、Eclipse5×5） | クルシフィックスの血統（オーヴィル系 / Whiskey 5x3=15.63%、Highflyer5×5.5=9.38%、King Fergus5×5=6.25%、Herod5×5、Eclipse5×5） | （血統表の出典）   | （血統表の出典） |
| 父 Priam 1827 鹿毛 | 父の父Emilius 1820 鹿毛 | Orville | Beningbrough       | Beningbrough     |
| 父 Priam 1827 鹿毛 | 父の父Emilius 1820 鹿毛 | Orville | Evelina            |                  |
| 父 Priam 1827 鹿毛 | 父の父Emilius 1820 鹿毛 | Emily | Stamford           | Stamford         |
| 父 Priam 1827 鹿毛 | 父の父Emilius 1820 鹿毛 | Emily | Whiskey Mare       |                  |
| 父 Priam 1827 鹿毛 | 父の母Cressida 1807 鹿毛 | Whiskey | Saltram            | Saltram          |
| 父 Priam 1827 鹿毛 | 父の母Cressida 1807 鹿毛 | Whiskey | Calash             |                  |
| 父 Priam 1827 鹿毛 | 父の母Cressida 1807 鹿毛 | Young Giantess | Diomed             | Diomed           |
| 父 Priam 1827 鹿毛 | 父の母Cressida 1807 鹿毛 | Young Giantess | Giantess           |                  |
| 母 Octaviana 1815 鹿毛 | 母の父Octavian 1807 栗毛 | Stripling | Phoenomenon        | Phoenomenon      |
| 母 Octaviana 1815 鹿毛 | 母の父Octavian 1807 栗毛 | Stripling | Laura              |                  |
| 母 Octaviana 1815 鹿毛 | 母の父Octavian 1807 栗毛 | Oberon Mare | Oberon             | Oberon           |
| 母 Octaviana 1815 鹿毛 | 母の父Octavian 1807 栗毛 | Oberon Mare | Ranthos Mare       |                  |
| 母 Octaviana 1815 鹿毛 | 母の母Shuttle Mare 1807 鹿毛                                                                                                  | Shuttle | Young Marske       | Young Marske     |
| 母 Octaviana 1815 鹿毛 | 母の母Shuttle Mare 1807 鹿毛                                                                                                  | Shuttle | Vauxhall Snap Mare |                  |
| 母 Octaviana 1815 鹿毛 | 母の母Shuttle Mare 1807 鹿毛                                                                                                  | Zara | Delpini            | Delpini          |
| 母 Octaviana 1815 鹿毛 | 母の母Shuttle Mare 1807 鹿毛                                                                                                  | Zara | Flora F-No.2-c     |                  |